# اپسیلون سپر
اپسیلون سپر یک ستاره است که در صورت فلکی سپر قرار دارد.